# Palencia Club de Fútbol
|  | No s'ha de confondre amb Club de Fútbol Palencia. |

El Palencia Club de Fútbol fou un antic club de futbol espanyol de la ciutat de Palència. El primer club fundat a la ciutat fou el CD Palencia, nascut el 1929. La temporada 1951-52 hi havia sis clubs de la ciutat jugant a primera regional: CD Palencia, Gimnástica, SD Unión Castilla, Deportivo Piel, SD Avenida de Santander i Fábrica de Armas. A partir de membres dels clubs Avenida de Santander i CD Palencia, es fundà el club Atlético Palencia. Més tard, el 1960 Atlético i Union Castilla es fusionaren per crear el primer Palencia Club de Fútbol.
Aquest primer Palencia CF va desaparèixer el 1964. Quatre anys més tard, a partir d'un club anomenat Otero CF, es fundà novament un club anomenat Palencia Club de Fútbol. El dia 6 d'agost de 1986 el club desaparegué per deutes de més de 21 milions de pessetes.
L'herència del club fou recollida pel Club de Fútbol Palencia.

## Palmarès
- Segona Divisió B espanyola de futbol (1): 1978-79